# Tasū
Tasū, arabisiert Tassūğ, war eine persische Masseneinheit (Gewichtsmaß) und hatte in der Zeit der Safawiden ein Gewicht von etwa 0,18 Gramm. Im 16. Jahrhundert änderte sich das Maß auf 0,195 Gramm. Es glich dem Maß Nohod (die Erbse), welches noch bis 1935 galt und danach amtlich auf 0,2 Gramm festgelegt wurde.
- 1 Tasū = ¼ Dāng = 1/24 Miṯqāl = 0,195 Gramm
- 1 Ğou (Gerstenkorngewicht) = ¼ Tasū = 1/16 Dāng = 1/96 Miṯqāl = 0,045 Gramm (später 0,048 Gramm)

Den Miṯqāl kann man mit 4,3 Gramm, später bis zur Gegenwart mit 4,6 Gramm rechnen.